# Bancroft, Idaho
Bancroft är en ort i Caribou County i delstaten Idaho, USA.